# بلیزارد شمال
بلیزارد شمال (انگلیسی: Blizzard North) بخشی از شرکت بلیزارد انترتینمنت، شناخته شده برای سری دیابلو بود. استودیو در اصل در شهر ردوود مستقر بود، و پس از مدتی از آن جا به سان ماتیو، کالیفرنیا نقل مکان کرد.

## تاریخچه
بلیزارد شمال در اصل یک شرکت مستقل بود که در سال ۱۹۹۳ تحت نام کُندر، توسط ماکس شافر، اریش شافر و دیویدبرویک تأسیس شد.
این شرکت توسط بلیزارد حدود نه ماه قبل از انتشار بازی خود برای رایانه‌های شخصی، با نام دیابلو، خریداری شد و در سال ۱۹۹۶ تغییر نام داد. دیابلو بسیار موفق بود، و در سال ۲۰۰۰ دنبالهٔ برای این بازی با نام دیابلو ۲ منتشر شد که حتی از نسخهٔ قبلی هم بیشتر موفق بود.
با این حال، در تاریخ ۳۰ ژوئن سال ۲۰۰۳، چند تن کارکنان کلیدی این شرکت، آن را ترک کردند. مکس شافر، اریش شافر، دیوید برویک و بیل راپر و چندین نفر دیگر به استودیو فلگشیپ و ۹ نفر هم به استودیو کَست اِوی رفتند.

## بازی‌ها

### به عنوان کُندر
- NFL بازیکن خط حمله باشگاه '۹5 (1994) - نسخه دستی
- لیگ عدالت ضربت (۱۹۹۵) - مگا درایو / جنسیس
- NFL بازیکن خط حمله باشگاه '۹۶

### به عنوان بلیزارد شمال
دیابلو (۱۹۹۶) - اکشن-نقش‌آفرینی
دیابلو ۲ (۲۰۰۰)
دیابلو۲: پروردگار تخریب (۲۰۰۱) - بسته تکمیلی